# Жак-Луи Давид
Жак-Луи Давид (на френски: Jacques-Louis David) е френски художник, значим представител на неокласицизма.
През 1780-те години неговите исторически картини отбелязват промяна във вкусовете от фриволността на рококо към по-класическа сдържаност и строгост, съответстващи на обществената атмосфера през последните години на „Стария режим“.
По-късно Жак-Луи Давид става активен поддръжник на Френската революция и приятел на Максимилиан Робеспиер, като се превръща във фактически диктатор в сферата на изкуството по време на Първата република. Изпратен в затвора при падането от власт на Робеспиер, след своето освобождаване той се сближава с поредното правителство, това на Наполеон I. Давид има голям брой ученици, с което оказва силно влияние върху френското изкуство на 19 век. Един от тях е Жан Огюст Доминик Енгър.

## Портрети на съвременници
- Портрет на химика Антоан Лавоазие и съпругата му, 1788
- Смъртта на Марат, 1793
- Портрет на Мадам Рекамие, 1800
- Наполеон преминава Алпите, 1805 – 1807

## Творби на антични теми
- Тялото на мъртвия Хектор, 1778
- Патрокъл, 1780
- „Клетвата на Хорациите“, 1786
- Смъртта на Сократ, 1787
- Купидон и Психея, 1817
- Гневът на Ахил, 1825